# Tillandsia rubrispica
Tillandsia rubrispica är en gräsväxtart som beskrevs av Renate Ehlers och Koide. Tillandsia rubrispica ingår i släktet Tillandsia och familjen Bromeliaceae. Inga underarter finns listade i Catalogue of Life.